# تاريخ أوجلة
تاريخ أوجلة واحة أوجلة من الواحات الليبية القديمة التي ذكرت في التاريخ وتاريخ الفراعنة والرومان القديم، ذكرها أبو التاريخ المؤرخ الاغريقي هيرودوت باسم أوجلة سنة 400 قبل الميلاد وهي من الواحات الليبية القليلة التي زارها عدد كبير من الرحالة العرب والأوربيبن نذكر منهم على سبيل المثال لا الحصر ((هورنمتن – باشو – رولفس – هاملتون – شارل – سكارين – روزيتافوريس – أحمد حسنين – ابن غليلون...)) وقد وصفها كل منهم بأوصاف تدل على حضارتها وأهميتها الاقتصادية والاجتماعية والسياسة، والواحة تشتهر قديما بالزراعة والتجارة حيث أهلها هم أول من زرع النخيل في ليبيا وانتشر منها إلى باقي المناطق وقد كانت جزيرة خضراء في وسط الصحراء حتى سماها أحدهم بالجزائر، أما ما يخص التجارة فهي نقطة مهمة في طريق القوافل المتحركة من الشمال إلى الجنوب ومن الشرق إلى المغرب والعكس وأن بئر الركب وبئر السبيل بأوجلة من الآبار الهامة التي ذكرت ولا زالت تذكر عند رواية قصص القوافل في ليبيا، وتذكر المصادر التاريخية أن نصف جمال أي قافلة المتجهة إلى أواسط السودان مع الرجال الذين يوقذوتها كانوا في أهالي أوجلة.
ناهيك عن الأسواق الرائجة بها التي تستقبل البضائع الواردة من الجنوب والشمال والشرق والغرب بتبادلها التجار القادمين إليها بما فيهم تجار منطقة أوجلة. ومن ناحية أخرى فإن هذه الواحة يقصدها العديد من أهل العلم واستقروابها، وفيهم من مات ودفن بها وخير شاهد على ذلك وجود أكثر من خمسة عشرة ضريحا لهؤلاء ومنهم من استقر بها لفترة ثم نمادرها كالشيخ أحمد الزروق.
ومما يدل على عراقة وتاريخ المنطقة هناك شواهد تشهد على ماض عريق كالآثار المنتشرة هنا هناك والاكتشافات من حين لآخر عن ذلك الماض الموغل في القدم.

## زاروا أوجلة قبل حين وكتبوا عنها
نظراً لأهمية واحة أوجلة ومركزها التجاري الذي كان له الصدارة وسط الصحراء الليبية، وما تتمع به من أهمية في سلسة المدن القائمة في الصحراء، لم يغفلها أحد من المؤرخين الذين تتبعوا أخبارها ونزلوا بها، ونظراً لأهميتها الكبيرة في طرق القوافل القديمة، اتخذها المسلمون نقطة انطلاقه إلى دخل أفريقيا لنشر الدين الإسلامي ومركزاً هاماً للتجارة بين شمال وجنوب أفريقيا، فكانت أوجلة من الواحات والمدن القليلة في الوطن العربي التي ركز عليها المؤرخين والرحالة حيث زارها أو كتب عنها العديد منهم.
1. هيرودوت:ـ
ذكرها وكتب عنها المؤرخ الاغريقى هيردوتس في القرن الخامس قبل الميلاد وذكر بأن النخيل كان يزرع فنها وقبائل الناساميون ينتقلون إليها كل عام في فصل الصيف تاركين قطعانهم بجانب البحر، ويجلبون ويجمعون البلح من النخيل الذي يزرع بكثره فيها.
2. البكري:ـ
وصفها البكري الذي عاش في القرن الثاني الهجري فقال ((هي مدينة عامره كثيرة النخل، وأوجلة اسم الناحية واسم المدينة أزرقيه، وأوجلة قري كثرة، فيها شجر ونخيل كثيرو فواكه، وبمدينتها أسواق))
3. الإدريسي :ـ
وصفها الإدريسي في في كتابه نزهة المشتاق في اختراق الآفاق ص149 ((مدينة أوجلة مدينة صغيرة ومتحضرة، فيها قوم ساكنون كثروا التجارة، وذلك علي قدر احتياجهم واحتياج العرب، وهي في الناحية البرية، يطيف بها نخيل وغلات لأهلها، ومنها يدخل إلي كثير من أرض السودان نحو بلادكوار وبلاد كوكو، وهي في رصيف الطرق الوارد عليها والصادر عنها وأرض أوجلة وبرقه واحده، ومياهها قليلة وشرب أهلها من المواجل ((الآبار)).
4. القائد عقبة بن نافع :ـ
أبان الفتح الإسلامي كانت أوجلة من أهم الموقع التي فتحها المسلمون بقيادة عبقة بن نافع في النصف الأول من الفرن السابع الميلادي، وكان لأوجلة دورها في نشر الدعوة الإسلامية.
5. أبن سعيد :ـ
عاش أبن سعيد في القرن الثامن، فقال عن أوجلة :ـ ((مدينة أوجلة جزيرة في تلك الرمال وعمارة في تلك الصحراء، فيها ماء ونخل)).
6.أبن حوقل :ـ
وصفها أبن حقول خلال القرن العاشر في كتابه عن الصحراء حيث تحدث عن أوجلة وسماها بالجزائر لأنها تشبه الجزر في الصحراء..
7. عبد الله بن أحمد القسي (أبن مليح):ـ
تتبع أخبار أوجلة ونزل بها أثناء رحلته التي كانت (1040-1042هـ) (1630-1633م) في كتابه :أنس الساري والسارب من أقطار المغارب في منتهى الآمال والمآرب سيد الأعاجم والأغارب.
8. باشــو:ـ
في سنة 1827 م زارها باشو وذكر بأنها ((عبارة عن محطة علي طريق القوافل بين الجبل الأخضر والواحات الجنوبية، وكذلك أشار إلي أحد الآبار الهامة التي كانت مستعملة في عهدة، وهو بئر ((السبيل)) الواقعة شمال أوجلة.
9. هاملتون:ـ
زارها هامتلون بعد أن بدأ رحلته في مطلع عام 1852 ف وذكر في كتابه ((جولات في شمال أفريقيا)) تقع اوجلة وسط بستان من أشجار النخيل الخضراء فيمتد لمسافة حوالي ثلاثة أميال تقريباً في شكل نصف دائرة، يوجد في الجزء الخصيب من هذه المدينة بأسفل المنطقة الريفية المحيطة بها حيث يوجد الماء علي مسافة قريبة من سطح الأرض، ولذلك أن جذوع أشجار النخيل التي تغوص في أعماق من باطن الأرض حيث يبقي محافظا علي اخضراره الدائم، ويحيط بالمدينة سور خفيف من الطين والحجر يبلغ ارتفاعه حوالي اثنتا عشر قدما وبسمك لايتعدي التسع أو العشر انشات.
10. الرحالة العربي أحمد حسنين وروزيتا فورييس :ـ*
لقد زار أوجلة الرحالة العربي أحمد حسنين مع الرحالة الإنجليزية زوزيتا فورييس وهما في طريقهما من بنغازي إلي الكفرة وكان ذلك سنة 1920 ف
11. سـكارين :ـ*
قام سكارين بدراسة واسعة ومن دراسته استنتح بم شاهده بنفسه أن الواحة قد أصابها كثير من الإضحلال وفسـر ذلك بما طرأ علي تجارتها من كساد.
12. أبن غليون:ـ*
معروف وذكر في كتابه (التذكار فيمن ملك طرابلس وما كان بها من أخبار ص161) أن وهو مؤرخ ليبي صاحب أوجلة أحمد عبد الهادي كان يوجد تحت امرته عشرون آلف رجل مجندين من مصر من بينهم مائتان مسلحين بالبنادق، واستطاع ان يخضع لسلطانه الجبل الأخضر بكامله، الأمر الذي ازعج داي طرابلس محمد السـاقزبي، فقرر إرسال حملة للاستيلاء علي أوجلة بقيادة عثمان بك، ولم يتمكن عثمان بك من مواجهة جيش أحمد عبد الهادي لكثرته فلجا إلي الاحتيال والخديعة لتحقيق هدفه.
13. شارل فير :ـ*
لقد زار أوجلة المؤرخ الفرنسي شار فير وذكر ما ذكره أبن غلبون في كتابه ((الحوليات الليبية ص180)) وما بعدها.
14.الشيخ أحمد الزروق :ـ
هو أبي العباس بن أحمد بن عيسي الفاسي (الشهير بالزروق) زار أوجلة عدة مرات واستقر فيها فترة من الزمن أثناء ترحالة وحجة وطلبه للعلم والدراسة وقد كان ذلك خلال فترة ما بين 1474-1493م. وقد بني له مسجد بأوجلة موجود حتى الآن علي الطراز الإسلامي القديم ويسمى باسمة. وأثناء استقراره بأوجلة وصفها في إحدى قصائده وذكر فيها فضل أهلها وسيرتهم، ومطلع القصيدة يقول :ـ
أوجلة قوم يسوقون عيرهم..إلى مصر والسودان في طلب التبر
وفي بيت آخر من هذه القصيدة أشار الي أقامته بها في قوله :ـ
أقمنا فيها والحمد لله ربيبا..فلا عيب علينا عليهم ولاشر
وفي بيت آخر أشار ألي حبة لأوجلة وحب أوجلة له حتى ذكر بأنه ينتمي لهم فقال:ـ
أنا أوجلي ثم أوجلي ثم أوجلي..وزروقهم مادامت الروح في الصدر.
15. الأمام الزبيدي :ـ
ذكر الأمام الزبيدي في كتابه ((تاج العروس)) بان أوجله سميت بذلك الاسم نسبة إلى بني أوجل وهم بطن من قبيلة جهينه التي كانت تقطن بين يثرب وينبع في الحجاز ثم رحلوا أي بنى أوجل الي الغرب وأستقروا في الواحة وسميت بأسمهم.
16.شيخ الشهداء عمر المختار :ـ
زار المنطقة سنة 1926 ف واجتمع باعيان والشيوخ المنطقة وذلك ضمن نشاطه لتصعيد الجهاد ضد المستعمر الإيطالي وكان ذلك قبل احتلال الواحة سنة 1928 ف.
17. إيفيليو سكارفي :ـ
وصل إلي اوجلة الرحالة الإيطالي إيفيليو سكارفي سنة 1934 ف كما أشار إلي ذلك المؤرخون والجغرافيون.
18.جون ميسون :ـ
الدكتور جون ميسون الذي زار واحة أوجلة خلال عامي 1968-1969ف وهو يحضر رسالة الدكتوراه عن التاريخ الاجتماعي والحضاري لهذه الواحة ودورها في حضارة تاريخ ليبيا – كتب بحوثاً قيمة تضمنت لمحات تاريخية ودراسات اجتماعية منذ العصور القديمة حتى العصر الحديث...